# How I Spent My Summer Vacation
How I Spent My Summer Vacation è il quinto album della band pop punk The Bouncing Souls, il terzo pubblicato dalla Epitaph Records.

## Il disco
È il primo disco che vede alla batteria, al posto di Shal Kichi, Michael McDermott, ex batterista dei Murphy's Law.

## Tracce
1. That Song – 2:03
2. Private Radio – 2:13
3. True Believers – 2:31
4. Better Life – 1:50
5. The Something Special – 3:25
6. Broken Record – 2:50
7. Lifetime – 3:22
8. Manthem – 3:08
9. Break-up Song – 1:52
10. Streetlight Serenade (To No One) – 2:04
11. Late Bloomer – 2:48
12. No Comply – 1:58
13. Gone – 4:07

## Formazione
- Greg Attonito – voce
- Pete Steinkopf – chitarra
- Bryan Keinlen – basso
- Michael McDermott – batteria